# سیارک ۲۲۴۵۹۲
سیارک ۲۲۴۵۹۲ (به انگلیسی: 224592 Carnac، نامگذاری:2005YJ4) دویست و بیست و چهار هزار و پانصد و نود و دومین سیارک کشف شده‌است که در ۲۲ دسامبر ۲۰۰۵ کشف شد.